# Piskie

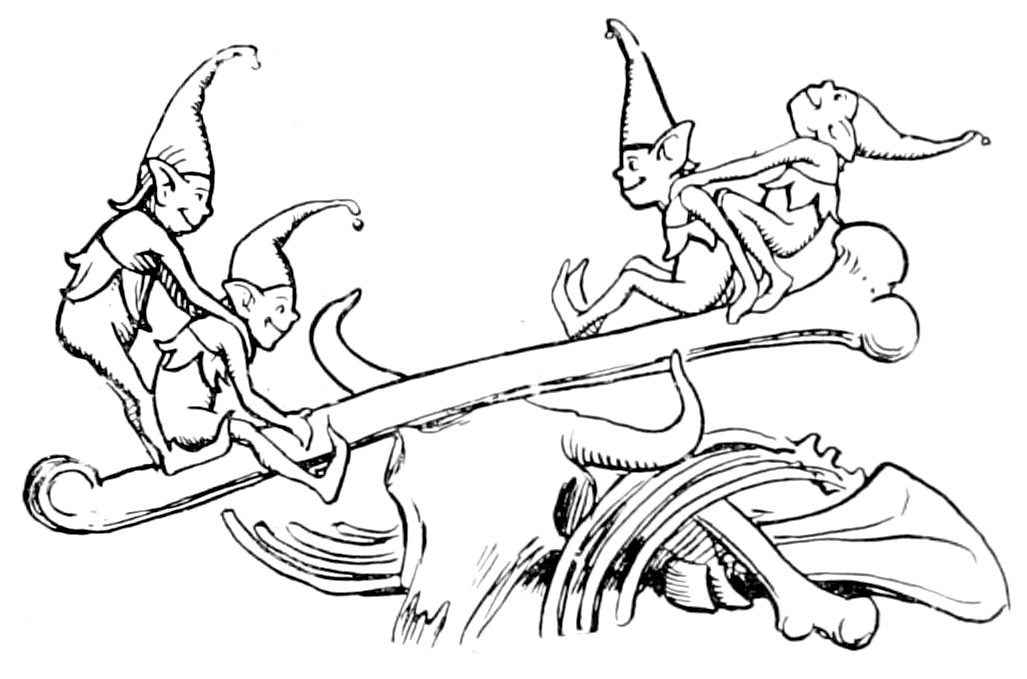
Piskies op een wip (illustratie uit 1894)

Een piskie of pixie (ook wel pixy, pixi en pigsies) is een mythologisch wezen uit Cornwall. Het is een soort elf, fee of kabouter.
Piskies zijn vergelijkbaar met de brownies en hobgoblins, maar zijn minder betrouwbaar. Betaling voor de karweien komt altijd op hetzelfde neer: een kom van de beste melk of room, en een versgebakken cake of brood dat de mensen voor hen moeten klaarleggen.
Ze dansen bij Keltische offerstenen, en hun klokjes tinkelen in de vele heuvels op de heide. Walter Scott schreef over luchtgeesten, aardgeesten, pixies en nixies. Ze rijden graag 's nachts op paarden en Dartmoorpony's over de hei. De manen van de dieren klitten samen (zie ook nachtmerrie). In het huis kunnen ze ook met potten gooien.
Hen nieuwe kleren geven is echter uit den boze, want dan zijn ze beledigd. Ze zullen vertrekken en nooit meer weerkeren. Dat komt ook bij andere soorten voor. In de Harry Potter-verhalen komt dit voor bij de huis-elfen.
De wezens hebben vaak puntige oren en dragen een puntig hoofddeksel en groene kleding. Piskies kunnen de gedaante van een egel (of stekelvarken) aannemen. De piskie is verwant aan het Nederlandse urkje.
Pixie of piskie komt van "pwca" (zie ook Puge, Puca en Puck).
In Wales draagt een púca een licht in zijn hand, soms wel piskie-light genoemd (in Nederland bekend als dwaallicht).
In de animatieserie Winx Club hebben de hoofdfeeën ook hun eigen pixie (hechtelfje). Dat zijn vrouwelijke piskies die kunnen vliegen.

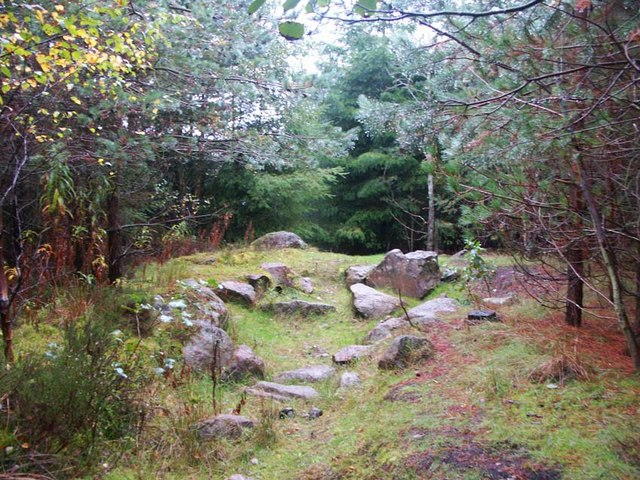
Whinfell Forest clearing waar de pixies, elfen en feeën spelen